# Austrian Football League 2009
La Austrian Football League 2009 è stata la 25ª edizione del campionato austriaco di football americano di primo livello, organizzato dalla AFBÖ. Il formato di questa edizione prevede un girone interdivisionale composto da Black Lions e Cineplexx Blue Devils; questa squadre incontrano tutte le squadre della AFL, tutte le squadre della Division I e non si incontrano fra loro.

## Squadre partecipanti
| Club                  | Città                    | Stadio | Sponsor ufficiale | Risultato nella stagione 2008 |
| --------------------- | ------------------------ | ------ | ----------------- | ----------------------------- |
| Black Lions           | Klagenfurt am Wörthersee |        |                   |                               |
| Cineplexx Blue Devils | Hohenems                 |        |                   |                               |
| Danube Dragons        | Korneuburg               |        |                   |                               |
| Graz Giants           | Graz                     |        | Turek             |                               |
| Tirol Raiders         | Innsbruck                |        |                   |                               |
| Vienna Vikings        | Vienna                   |        |                   |                               |

## Stagione regolare

### Calendario

#### 1ª giornata
| Klagenfurt am Wörthersee 28 marzo 2009, ore 15:00 | Black Lions                           | 28 – 51 (7-13 14-10 0-14 7-14) referto | Danube Dragons | ASK-Sportanlage Fischl (500 spett.)\| Arbitri: \| Leue Hölbling Lair Kupka Muellner Tod \| |
| Arbitri:                                          | Leue Hölbling Lair Kupka Muellner Tod |                                        |                |                                                                                            |

| Innsbruck 28 marzo 2009, ore 15:15 | Tirol Raiders                                       | 22 – 29 (0-8 8-14 7-7 7-0) referto | Graz Giants | Tivoli-Neu Stadion (2500 spett.)\| Arbitri: \| O. Wahl T. Kuntschik Ulicny H.C. Albrecht Windsteig \| |
| Arbitri:                           | O. Wahl T. Kuntschik Ulicny H.C. Albrecht Windsteig |                                    |             | |

| Vienna 29 marzo 2009, ore 15:00 | Vienna Vikings                     | 27 – 0 (0-0 12-0 7-0 8-0) referto | Cineplexx Blue Devils | Hohe Warte Stadion (2500 spett.)\| Arbitri: \| Savicevic T. Koenig Windsteig Leue \| |
| Arbitri:                        | Savicevic T. Koenig Windsteig Leue |                                   |                       |                                                                                      |

#### 2ª giornata
| Graz 4 aprile 2009, ore 14:00 | Graz Giants                                       | 37 – 12 (20-2 7-10 0-0 10-0) referto | Vienna Vikings | Stadion Eggenberg (2400 spett.)\| Arbitri: \| Savicevic A. Fritz Tod Hoelbinger Korntheuer Leue \| |
| Arbitri:                      | Savicevic A. Fritz Tod Hoelbinger Korntheuer Leue |                                      |                | |

| Salisburgo 4 aprile 2009, ore 14:00 | Salzburg Bulls                                | 18 – 30 (12-7 6-2 0-7 0-14) referto | Black Lions | ASKÖ-Sportanlage Gnigl (400 spett.)\| Arbitri: \| K. Bremser Lair D. Bremser Kupka M. Brandtner \| |
| Arbitri:                            | K. Bremser Lair D. Bremser Kupka M. Brandtner |                                     |             | |

| Korneuburg 4 aprile 2009, ore 17:00 | Danube Dragons                                              | 35 – 52 (6-7 14-28 7-14 8-3) referto | Tirol Raiders | Rattenfängerstadion (1500 spett.)\| Arbitri: \| Hofbauer D. Mueller E. Scheiber Tadic Edelmüller H. Dungler \| |
| Arbitri:                            | Hofbauer D. Mueller E. Scheiber Tadic Edelmüller H. Dungler |                                      |               | |

| Hohenems 5 aprile 2009, ore 15:00 | Cineplexx Blue Devils | 49 – 10 (7-3 21-0 7-7 14-0) referto | Sankt Pölten Invaders | Stadion Herrenried (850 spett.) |

#### 3ª giornata
| Graz 11 aprile 2009, ore 14:00 | Graz Giants                                      | 50 – 57 (14-14 7-22 15-0 14-21) referto | Danube Dragons | Stadion Eggenberg (700 spett.)\| Arbitri: \| Lair Ulicny Hofbauer Windsteig R. Moelbling Leue \| |
| Arbitri:                       | Lair Ulicny Hofbauer Windsteig R. Moelbling Leue |                                         |                |                                                                                                  |

| Vienna 13 aprile 2009, ore 15:00 | Vienna Vikings                             | 23 – 15 (3-7 0-0 14-0 6-8) referto | Tirol Raiders | Hohe Warte Stadion (3000 spett.)\| Arbitri: \| Savicevic Ulicny Edelmüller Windsteig Leue \| |
| Arbitri:                         | Savicevic Ulicny Edelmüller Windsteig Leue |                                    |               |                                                                                              |

#### 4ª giornata
| Innsbruck 18 aprile 2009, ore 15:10 | Tirol Raiders                                        | 54 – 7 (6-0 20-0 28-0 0-7) referto | Black Lions | Tivoli-Neu Stadion (1600 spett.)\| Arbitri: \| O. Wahl Dins R. Wiesner T. Wartmann Leue J. Pernfuss \| |
| Arbitri:                            | O. Wahl Dins R. Wiesner T. Wartmann Leue J. Pernfuss |                                    |             | |

| Korneuburg 18 aprile 2009, ore 17:00 | Danube Dragons                                 | 57 – 30 (8-7 22-7 7-8 20-8) referto | Vienna Vikings | Rattenfängerstadion (1000 spett.)\| Arbitri: \| Savicevic C.Kreimel Windsteig Tadic Edelmüller \| |
| Arbitri:                             | Savicevic C.Kreimel Windsteig Tadic Edelmüller |                                     |                |                                                                                                   |

| 19 aprile 2009 | Cineplexx Blue Devils | 13 – 23 (6-0 0-10 0-6 7-7) referto | Graz Giants | (400 spett.) |

#### 5ª giornata
| Innsbruck 2 maggio 2009, ore 15:10 | Tirol Raiders                         | 26 – 6 (7-0 6-6 0-0 13-0) referto | Vienna Vikings | Tivoli-Neu Stadion (2400 spett.)\| Arbitri: \| O. Wahl Trconic Dins Balac Lair Nagel \| |
| Arbitri:                           | O. Wahl Trconic Dins Balac Lair Nagel |                                   |                |                                                                                         |

| Korneuburg 2 maggio 2009, ore 17:00 | Danube Dragons                                            | 16 – 34 (7-7 7-0 2-13 0-14) referto | Graz Giants | Rattenfängerstadion (1000 spett.)\| Arbitri: \| Hofbauer H. Dungler Savicevic G. Schiller D. Mueller Leue \| |
| Arbitri:                            | Hofbauer H. Dungler Savicevic G. Schiller D. Mueller Leue |                                     |             | |

| Traun 2 maggio 2009, ore 17:00 | Traun Steelsharks | 14 – 49 (6-7 0-7 8-21 0-14) referto | Cineplexx Blue Devils | Sportzentrum Traun (300 spett.) |

| Wolfsberg 3 maggio 2009, ore 15:00 | Black Lions                                          | 35 – 7 (7-0 14-0 7-0 7-7) referto | CNC Gladiators | Lavanttal-Arena (300 spett.)\| Arbitri: \| Savicevic Ulicny Kupka Hölbling Korntheuer Windsteig \| |
| Arbitri:                           | Savicevic Ulicny Kupka Hölbling Korntheuer Windsteig |                                   |                | |

#### 6ª giornata
| Graz 9 maggio 2009, ore 16:00 | Graz Giants                                       | 37 – 13 (7-0 10-0 13-7 7-6) referto | Black Lions | Stadion Eggenberg (1000 spett.)\| Arbitri: \| Leue Ulicny Hölbling E. Schreiber Korntheuer Lair \| |
| Arbitri:                      | Leue Ulicny Hölbling E. Schreiber Korntheuer Lair |                                     |             | |

| Hohenems 10 maggio 2009, ore 14:00 | Cineplexx Blue Devils                      | 3 – 41 (0-7 3-14 0-20 0-0) referto | Tirol Raiders | Stadion Herrenried (1000 spett.)\| Arbitri: \| Weishut Eberhart Konic Petschovski Rachlin \| |
| Arbitri:                           | Weishut Eberhart Konic Petschovski Rachlin |                                    |               |                                                                                              |

| Vienna 10 maggio 2009, ore 15:00 | Vienna Vikings                                | 24 – 27 (7-0 3-7 7-7 7-13) referto | Danube Dragons | Hohe Warte Stadion (3000 spett.)\| Arbitri: \| Hofbauer T. Koenig A. Fritz Ulicny H. Dungler \| |
| Arbitri:                         | Hofbauer T. Koenig A. Fritz Ulicny H. Dungler |                                    |                |                                                                                                 |

#### 7ª giornata
| Villaco 16 maggio 2009, ore 16:00 | Black Lions                           | 54 – 8 (13-0 28-0 7-0 6-8) referto | Traun Steelsharks | Stadion Villach-Lind (350 spett.)\| Arbitri: \| Leue Hölbling Hofbauer Kustanci Tadic \| |
| Arbitri:                          | Leue Hölbling Hofbauer Kustanci Tadic |                                    |                   |                                                                                          |

| Hohenems 17 maggio 2009, ore 14:00 | CNC Gladiators | 0 – 33 (0-7 0-13 0-7 0-6) referto | Cineplexx Blue Devils | Stadion Herrenried (400 spett.) |

#### 8ª giornata
| Villaco 23 maggio 2009, ore 16:00 | Black Lions                                       | 41 – 33 (0-14 7-10 21-3 13-6) referto | Vienna Vikings | Stadion Villach-Lind (850 spett.)\| Arbitri: \| Hofbauer Hölbling Czogalla Kajinic Kobe Dosenovic \| |
| Arbitri:                          | Hofbauer Hölbling Czogalla Kajinic Kobe Dosenovic |                                       |                | |

| Korneuburg 23 maggio 2009, ore 17:00 | Danube Dragons                        | 42 – 17 (0-7 14-3 14-7 14-0) referto | Cineplexx Blue Devils | Rattenfängerstadion (1000 spett.)\| Arbitri: \| Savicevic A. Fritz Kreimel Leue Tadic \| |
| Arbitri:                             | Savicevic A. Fritz Kreimel Leue Tadic |                                      |                       |                                                                                          |

| Graz 24 maggio 2009, ore 16:00 | Graz Giants                                                  | 42 – 56 (7-13 14-20 7-8 21-15) referto | Tirol Raiders | Stadion Eggenberg (1400 spett.)\| Arbitri: \| Lair Leue H.C. Albrecht R. Hoeblinger E. Scheiber D. Mueller \| |
| Arbitri:                       | Lair Leue H.C. Albrecht R. Hoeblinger E. Scheiber D. Mueller |                                        |               | |

#### 9ª giornata
| 6 giugno 2009 | Sankt Pölten Invaders | 36 – 27 (0-14 21-0 3-6 12-7) | Black Lions | (220 spett.) |

| Innsbruck 6 giugno 2009, ore 17:05 | Tirol Raiders                                    | 48 – 33 (7-14 14-7 14-0 13-12) referto | Danube Dragons | Tivoli-Neu Stadion (2200 spett.)\| Arbitri: \| O. Wahl Muellner Sumner Balac Leue H.C. Albrecht \| |
| Arbitri:                           | O. Wahl Muellner Sumner Balac Leue H.C. Albrecht |                                        |                | |

| Vienna 7 giugno 2009, ore 15:00 | Vienna Vikings | 31 – 17 (7-7 7-10 7-0 10-0) referto | Graz Giants | Hohe Warte Stadion (2500 spett.) |

| 7 giugno 2009 | Cineplexx Blue Devils | 35 – 0 (14-0 7-0 6-0 8-0) | Salzburg Bulls | (400 spett.) |

### Classifiche
Le classifiche della regular season sono le seguente:
- PCT = percentuale di vittorie, G = partite giocate, V = partite vinte,  P = partite perse, PF = punti fatti, PS = punti subiti

#### AFL
| Pos. | Squadra        | PCT  | G | V | N | P | PF  | PS  |
| ---- | -------------- | ---- | - | - | - | - | --- | --- |
| 1    | Tirol Raiders  | .750 | 8 | 6 | 0 | 2 | 314 | 178 |
| 2    | Graz Giants    | .625 | 8 | 5 | 0 | 3 | 269 | 220 |
| 3    | Danube Dragons | .625 | 8 | 5 | 0 | 3 | 318 | 283 |
| 4    | Vienna Vikings | .375 | 8 | 3 | 0 | 5 | 186 | 220 |

#### Interdivision
| Pos. | Squadra               | PCT  | G | V | N | P | PF  | PS  |
| ---- | --------------------- | ---- | - | - | - | - | --- | --- |
| 1    | Cineplexx Blue Devils | .500 | 8 | 4 | 0 | 4 | 199 | 157 |
| 2    | Black Lions           | .500 | 8 | 4 | 0 | 4 | 235 | 244 |

## Playoff

### Tabellone
|  | Wild Card | Wild Card             | Wild Card   |                |                | Semifinali     | Semifinali    | Semifinali |  |  | Austrian Bowl XXV | Austrian Bowl XXV | Austrian Bowl XXV |  |
|  |           |                       |             |                |                |                |               |            |  |  |                   |                   |                   |  |
|  |           |                       |             |                |                | 1A             | Tirol Raiders | 21         |  |  |                   |                   |                   |  |
|  |           |                       |             |                |                | 1A             | Tirol Raiders | 21         |  |  |                   |                   |                   |  |
|  |           |                       |             | Vienna Vikings | 22             |                |               |            |  |  |                   |                   |                   |  |
|  | 1I        | Cineplexx Blue Devils | 14          | Vienna Vikings | 22             |                |               |            |  |  |                   |                   |                   |  |
|  | 1I        | Cineplexx Blue Devils | 14          |                |                |                |               |            |  |  |                   |                   |                   |  |
|  | 4A        | Vienna Vikings        | 17          |                |                |                |               |            |  |  |                   |                   |                   |  |
|  | 4A        | Vienna Vikings        | 17          |                | Vienna Vikings | Vienna Vikings | 22            |            |  |  |                   |                   |                   |  |
|  |           |                       |             |                |                |                |               |            |  |  |                   |                   |                   |  |
|  |           |                       | Graz Giants | Graz Giants    | 19             |                |               |            |  |  |                   |                   |                   |  |
|  |           |                       |             | Graz Giants    | 19             |                |               |            |  |  |                   |                   |                   |  |
|  |           |                       |             |                |                |                |               |            |  |  |                   |                   |                   |  |
|  |           |                       |             |                |                |                |               |            |  |  |                   |                   |                   |  |
|  |           | 2A                    | Graz Giants | 35             |                |                |               |            |  |  |                   |                   |                   |  |
|  |           |                       |             | 35             |                |                |               |            |  |  |                   |                   |                   |  |
|  |           |                       |             | Danube Dragons | 28             |                |               |            |  |  |                   |                   |                   |  |
|  | 3A        | Danube Dragons        | 41          | Danube Dragons | 28             |                |               |            |  |  |                   |                   |                   |  |
|  | 3A        | Danube Dragons        | 41          |                |                |                |               |            |  |  |                   |                   |                   |  |
|  | 2I        | Black Lions           | 33          |                |                |                |               |            |  |  |                   |                   |                   |  |

### Wild Card
| Korneuburg 20 giugno 2009, ore 15:00 | Danube Dragons                               | 41 – 33 (0-6 14-8 13-6 14-13) referto | Black Lions | Rattenfängerstadion (500 spett.)\| Arbitri: \| Savicevic Hölbling Hofbauer Tadic Edelmüller \| |
| Arbitri:                             | Savicevic Hölbling Hofbauer Tadic Edelmüller |                                       |             |                                                                                                |

| Hohenems 21 giugno 2009, ore 17:05 | Cineplexx Blue Devils | 14 – 17 (0-0 6-10 0-7 8-0) referto | Vienna Vikings | Stadion Herrenried (1000 spett.)\| Arbitro: \| M. Koehlmeier \| |
| Arbitro:                           | M. Koehlmeier         |                                    |                |                                                                 |

### Semifinali
| Innsbruck 27 giugno 2009, ore 17:10 | Tirol Raiders                                                  | 21 – 22 (0-6 21-8 7-7 20-21) referto | Vienna Vikings | Tivoli-Neu Stadion (3000 spett.)\| Arbitri: \| H.C. Albrecht Wahl Muellner Leue Kreimel Windsteig T. Plattner \| |
| Arbitri:                            | H.C. Albrecht Wahl Muellner Leue Kreimel Windsteig T. Plattner |                                      |                | |

| Graz 28 giugno 2009, ore 16:00 | Graz Giants                                          | 35 – 28 (7-17 13-6 21-9 7-0) referto | Danube Dragons | Stadion Eggenberg (2000 spett.)\| Arbitri: \| Savicevic E. Scheiber Korntheuer Leue Lair Windsteig \| |
| Arbitri:                       | Savicevic E. Scheiber Korntheuer Leue Lair Windsteig |                                      |                | |

### Austrian Bowl XXV
| Arbitri: | Savicevic Lair Windsteig |

| |           | |
| C. Kipperer Q1 (FG) 24yd C. Kipperer Q2 (FG) 37yd C. Cleveland Q3 (TD) 13yd pass from C. Gunn M. Muheize Q4 (TD) 6yd run C. Kipperer Q4 (pat) | Marcatori | R. Maher Q3 (TD) 9yd pass from P. Jobstmann P. Kramberger Q3 (pat) D.Kovacs Q4 (TD) 53yd pass from C.Gross J.Cravalho Q4 (tpc) rush J.Cravalho Q4 (TD) 4yd run P. Kramberger Q4 (pat) |

## Verdetti
- Vienna Vikings Campioni dell'Austria 2009